# Cassuéjouls
 Cassuéjouls  (en occitano Cassuèjols) es una población y comuna francesa, situada en la región de Mediodía-Pirineos, departamento de Aveyron, en el distrito de Rodez y cantón de Laguiole.

## Demografía
| 234 | 214 | 186 | 163 | 152 | 153 | 139 |
| Para los censos de 1962 a 1999 la población legal corresponde a la población sin duplicidades (Fuente: INSEE [Consultar]) |     |     |     |     |     |     |